# Palazzo Patrizi
Palazzo Patrizi è un edificio storico di Siena situato in via di Città 75, che fu dimora di città della omonima nobile famiglia, trasferitasi nel Rinascimento, a Roma e a Napoli. È sede dell'Accademia degli Intronati, fondata nel 1525. All'interno del palazzo si trova una sala convegni di proprietà del Comune e di recente restaurazione con i suoi ornamenti e i soffitti affrescati. La facciata posteriore, di aspetto gotico, si trova sul Casato di Sotto.